# Aiguille Noire de Pramecou
Pour les articles homonymes, voir Aiguille Noire.
Ne doit pas être confondu avec Aiguille Noire (massif de la Vanoise).
L'aiguille Noire de Pramecou est une montagne de France située en Savoie, dans le massif de la Vanoise.

## Géographie
Le sommet est entouré du col du Palet (2 652 m) — par lequel transite le sentier de grande randonnée 5 dans sa partie de la Grande traversée des Alpes — au nord, de la pointe (3 009 m) et du dôme de Pramecou (3 081 m) au sud-sud-est avec par-delà la Grande Motte (3 653 m) au sud, du col des Vés (2 846 m) au sud-ouest ainsi que de l'aiguille Noire (2 885 m), de l'aiguille des Aimes (2 812 m) et du col de la Croix des Frêtes (2 647 m) au nord-ouest. Au nord, à l'est et au sud s'étendent les remontées mécaniques et les pistes de ski de Tignes dont la station de Val Claret se trouve à l'est et celle de Tignes le Lac au nord-est.
Aucun sentier de randonnée ne mène au sommet qui s'élève à 2 977 mètres d'altitude ; un itinéraire de ski de randonnée entre le col du Palet et le glacier de la Grande Motte passe à ses pieds à l'est.
La montagne est formée de calcaires et de marbres du Jurassique supérieur déformés en de nombreux plis subhorizontaux et fortement érodés par les glaciers, le tout reposant sur des calcaires schisteux du Jurassique inférieur qui forment notamment la Grande Motte au sud. Au nord au niveau du col du Palet s'étendent des terrains constitués de gypses et de cargneules du Trias.

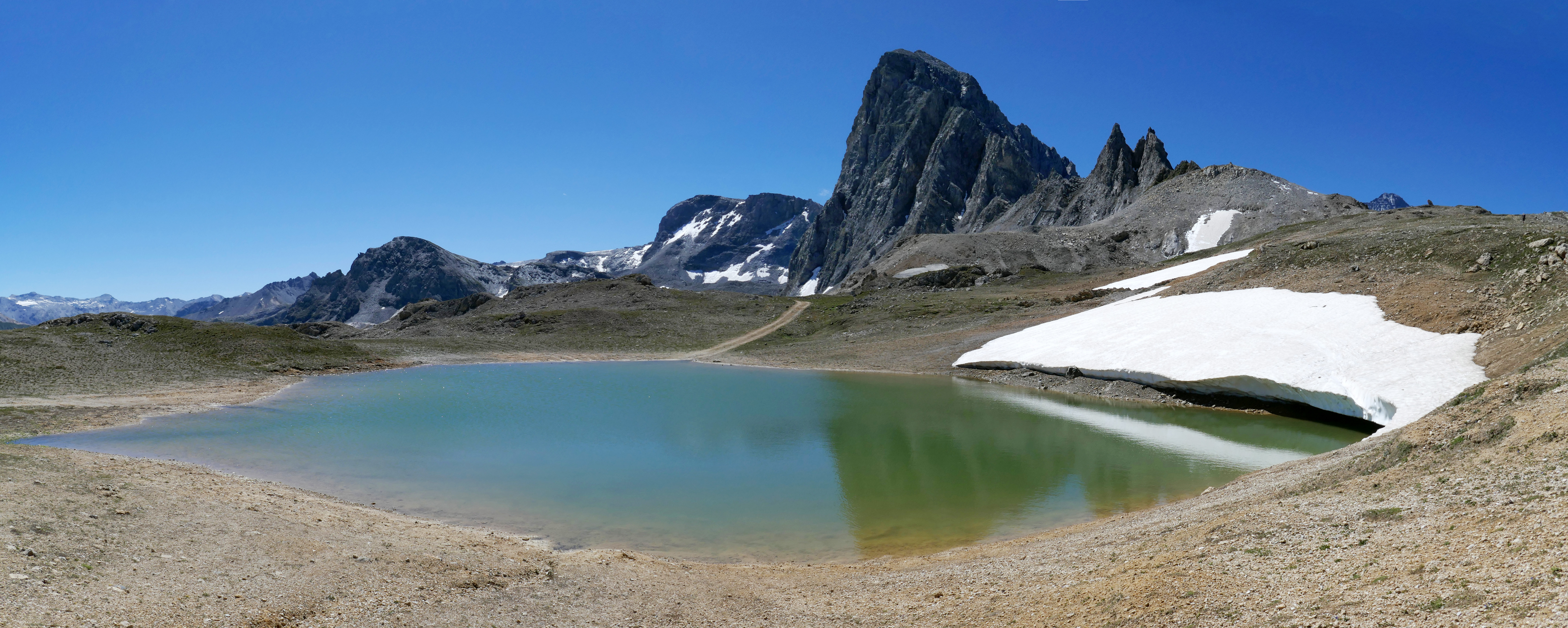
Vue de l'aiguille depuis le col du Palet au nord.

Vue panoramique depuis le nord-est des rochers de la Grande Balme, du dôme de Pramecou et de l'aiguille Noire de Pramecou de gauche à droite.